# Il·liciàcies
Les il·liciàcies (Illiciaceae) són una família d'angiospermes de l'ordre Illiciales. Va se reconeguda pel sistema de classificació APG II (2003), però no pel APG III (2009).
El sistema APG II tracta les Illiciaceae com una família que també pot ser tractada com a part d'una altra família, les Schisandraceae o permetre la segregació opcional de les Illiciaceae des de les Schisandraceae. Les Illiciaceae com una família segregada consta d'un sol gènere, Illicium. El sistema APG III de 2009 no reconeix aquesta família i inclou Illicium dins les Schisandraceae.

## Descripció
Aquesta família consta d'arbusts o arbrets normalment amb compostos aromàtics volàtils. Són perennifolis, de fulles simples, esparses, espirals. Les flors són hermafrodites.
El fruit no és carnós, tenen fol·licle i tenen una sola llavor. Les llavors són oleaginoses. La germinació és fanerocotilar.

## Fitoquímica
Les fulles i els fruits proporcionen olis essencials.

## Distribució i espècies
El gènere, Illicium, té unes 40 espècies de distribució tropical i subtropical (sud-est d'Àsia, sud-est dels Estats Units, Carib i parts de Mèxic).

## Taxonomia
- Illicium verum
- Illicium floridanum
- Illicium henryi
- Illicium parviflorum
- Illicium anisatum